# Stazione di Newry
La stazione di Newry (in inglese britannico Newry railway station, in gaelico stáisiún Iúr Cinn Trá è una stazione ferroviaria che fornisce servizio a Newry, contea di Armagh, Irlanda del Nord. Attualmente le linee che vi passano sono la Belfast–Newry, la Belfast–Bangor e soprattutto la Dublino–Belfast. I treni di quest'ultima linea passano fermano a Newry ogni due ore e sono godono di un buon traffico. Di domenica ci sono 5 Intercity Dublino–Belfast per ciascuna delle due direzioni. Si sta parlando di aumentare la frequenza dei treni giornalieri della tratta principale a uno all'ora, anche se non è chiaro se si parli di servizi diretti o che si fermino effettivamente nella cittadina.

## Servizi ferroviari
- Intercity Dublino–Belfast
- Belfast–Newry
- Belfast–Bangor

## Servizi
- Servizi igienici
- Capolinea autolinee
- Biglietteria a sportello
- Biglietteria self-service
- Distribuzione automatica cibi e bevande